# Duthac
Duthac (... – 1050 circa) è ritenuto un vescovo di Ross: il suo culto fu confermato da papa Leone XIII nel 1898.

## Biografia
Le lezioni a lui dedicate nel breviario di Aberdeen lo dicono nato in Scozia: avrebbe soggiornato e si sarebbe formato in Irlanda e, tornato in Scozia, sarebbe stato eletto vescovo di Ross, rendendosi celebre per miracoli e profezie.
Sarebbe morto attorno al 1050 (avrebbe predetto l'invasione danese del 1063).

## Culto
La sua tomba a Tain fu a lungo meta di pellegrinaggi.
La richiesta di canonizzazione di Duthac fu inoltrata a papa Martino V il 24 aprile 1418 dal priore James Haldenstone, ma non se ne conosce l'esito. Il suo culto come santo fu confermato da papa Leone XIII con decreto dell'11 luglio 1898.
Alcune delle sue reliquie sono venerate in diocesi di Aberdeen.
Il suo elogio si legge nel martirologio romano all'8 marzo.